# Ithkuil
Ithkuil este un limbaj artificial și experimental creat de John Quijada. Este conceput pentru a exprima niveluri mai profunde ale cunoașterii umane în mod scurt, dar deschis și clar, în special despre categorizarea umană. Este o încrucișare între un limbaj a priori, un limbaj filozofic și un limbaj logic. Acesta încearcă să minimizeze neclaritatea și ambiguitatea semantică din limbile umane naturale. Ithkuil se remarcă prin complexitatea gramaticală și inventarul extins de foneme, acesta din urmă fiind simplificat într-o viitoare reproiectare. Numele „Ithkuil” este o formă anglicizată a lui Ițkuîl, care în forma originală însemna aproximativ „reprezentarea ipotetică a unei limbi”. Quijada afirmă că nu a creat Ithkuil pentru a fi o limbă auxiliară internațională sau utilizată în conversațiile de zi cu zi. În schimb, el a dorit să fie folosită pentru domenii mai elaborate și mai profunde în care se așteaptă gânduri mai pătrunzătoare, cum ar fi filozofia, artele, știința și politica.
Frazele sau propozițiile semnificative pot fi de obicei exprimate în Ithkuil cu mai puține unități lingvistice decât limbile naturale. De exemplu, propoziția Ithkuil de două cuvinte „Tram-mļöi hhâsmařpțuktôx” poate fi tradusă în română prin „Dimpotrivă, cred că ar putea fi adevărat că acest lanț muntos erodat devine din ce în ce mai mic mai încolo”. Quijada consideră că creația sa este prea complexă pentru a se fi dezvoltat în mod natural, văzând-o ca pe un exercițiu de explorare a modului în care ar putea funcționa limbile. Cu toate acestea, ea a fost prezentată în cadrul celei de-a șasea ediții a Conferinței de creare a limbilor, Conlang Relay. Au fost făcute publice patru versiuni ale limbii: versiunea inițială în 2004, o versiune simplificată numită Ilaksh în 2007, o a treia versiune în 2011 și versiunea actuală (la data de 30 aprilie 2025), numită New Ithkuil. În 2004 - și din nou în 2009 cu Ilaksh - Ithkuil a fost prezentat în revista în limba rusă de IT și popularizare a științei Computerra. În 2008, David J. Peterson i-a acordat Premiul Smiley. În 2013, Bartłomiej Kamiński a codificat limbajul pentru a analiza rapid propoziții complicate. Julien Tavernier și alți cercetători i-au urmat exemplul. Din iulie 2015, Quijada a lansat mai multe cântece Ithkuil într-un stil rock progresiv ca parte a albumului Kaduatán, care se traduce prin „Călători”. Recent, s-au dezvoltat comunități online în engleză, rusă, mandarină și japoneză.

## Etimologie
Versiunile de Ithkuil sunt în general numerotate cu cifre romane, de exemplu Ithkuil I, Ithkuil II. În ciuda acestui fapt, Ithkuil are și alte nume atașate, fie numite oficial, fie numite de comunitatea pasionaților de Ithkuil: Versiunea Ithkuil I a fost denumită „Ițkuîl” (anglicizat: Ithkuil; /ɪθˈkʊ.il/) care a devenit originea numelui „Ithkuil”, Ithkuil II ca „ilákš” (anglicizat: ilaksh; /iˈlǎkʃ/), Ithkuil III ca „Elartkha” sau „elartkʰa” (/εˈlârtkʰa/), și Ithkuil IV care este denumit în mod obișnuit TNIL sau „Noua Limbă Ithuilică” sau cunoscut și ca „Malëuțřait” de către comunitate.

### Ithkuil
(bazat în întregime pe gramatica originală Ithkuil)
Cuvântul ițkuîl era un formativ derivat din rădăcina k-l (privind în sens larg „vorbire”, „voce” sau chiar „interpretare”) prin adăugarea mai multor determinanți morfologici:
- Infixul vocalic -u-

kul a fost varietatea holistică a tulpinii 2 dintre celelalte trei tulpini posibile din k-l. Traducându-se aproximativ ca „o unitate semnificativă de vorbire”, adică „un cuvânt”, nu punea accentul pe sensul sau redarea vocală a cuvântului.
- Mutația u → uî a infixului

mod secundar, spre deosebire de mod primar, însemna că cuvântul kuîl nu trebuie să se refere la un fenomen din viața reală, ci mai degrabă la o reprezentare mentală, sau proiecție, a acelui fenomen; la un obiect imaginar sau ipotetic. Traducându-se astfel prin „un cuvânt inventat”.
- O mutație de gradul 8 a primei consoane radicale: k → țk

Configurația termenului era compozită. Corespunzând aproximativ conceptului de pluralitate în limbile indo-europene, acesta implică, de asemenea, ca obiectele în cauză (cuvintele, kuîl) să fie diverse, formând în același timp o entitate emergentă coerentă (mai degrabă decât o simplă colecție sau o serie de cuvinte diferite), însemnând astfel un vocabular sau lexicon.
- Prefixul vocalic i-, unul dintre cele 24 posibile pentru rădăcinile formative.

Extensia este delimitativă, percepând vocabularul ca întreg, cu granițe clar distinse, spre deosebire de a fi doar o manifestare locală – cum ar fi argoul sau un dialect –  dintr-un lexicon mai larg (-țkuîl).
Afilierea setului de obiecte în cauză a fost coalescentă. Aceasta indică faptul că membrii individuali ai setului acționează împreună spre un scop mai înalt prin coordonarea funcțiilor lor complementare. Astfel, „un vocabular/lexicon” devine „o limbă”.
- Accent pe penultima silabă (-u-)

Perspectiva substantivului este monadică, considerând „limba” ca o entitate unică și specifică, mai degrabă decât o colecție de mai multe limbi existente separat, fenomenul general („limbile umane”) sau ideea abstractă de limbă.
Astfel, traducerea aproximativă a lui ițkuîl ar fi „o idee/fantezie a unui sistem complet intenționat de elemente de vorbire complementare” sau pur și simplu „o limbă imaginară”.

## Fonologie
Fonologia constă din 31 de consoane și 9 vocale. Consoanele sunt după cum urmează:
|                    |             | Labială        | Dentală            | Alveolară  | Alveolară | Alveolară~Retroflexă   | Postalveolară | Palatal | Velară    | Uvulară    | Glotală |
| centrală           | laterală    | Labială        | Dentală            |            |           | Alveolară~Retroflexă   | Postalveolară | Palatal | Velară    | Uvulară    | Glotală |
| ------------------ | ----------- | -------------- | ------------------ | ---------- | --------- | ---------------------- | ------------- | ------- | --------- | ---------- | ------- |
| Nazală             | Nazală      | [m] ([m̥]) ⟨hm⟩ | [n̪] ⟨n⟩ ([n̪̥]) ⟨hn⟩ |            |           |                        |               |         | [ŋ] ⟨ň/ņ⟩ |            |         |
| Oclusivă/ Africată | sonoră      | [b]            | [d̪] ⟨d⟩            | [d͡z] ⟨ẓ⟩   |           |                        | [d͡ʒ] ⟨j⟩      |         | [ɡ]       |            |         |
| Oclusivă/ Africată | surdă       | [p]            | [t̪] ⟨t⟩            | [t͡s] ⟨c⟩   |           |                        | [t͡ʃ] ⟨č⟩      |         | [k]       |            | [ʔ] ⟨’⟩ |
| Oclusivă/ Africată | aspirată    | (pʰ) ⟨ph⟩      | (t̪ʰ) ⟨th⟩          | (t͡sʰ) ⟨ch⟩ |           |                        | (t͡ʃʰ) ⟨čh⟩    |         | (kʰ) ⟨kh⟩ |            |         |
| Fricativă          | sonoră      | [v]            | [ð] ⟨d͕⟩            | [z]        |           |                        | [ʒ] ⟨ž⟩       |         |           |            |         |
| Fricativă          | surdă       | [f]            | [θ] ⟨ț⟩            | [s]        | [ɬ] ⟨l͕⟩   |                        | [ʃ] ⟨š⟩       | [ç]     | [x]~[χ]   | [x]~[χ]    | [h]     |
| Vibrantă           | Vibrantă    |                |                    |            |           | ([r]) ⟨rr⟩             |               |         |           | ([ʀ]) ⟨řř⟩ |         |
| Bătută             | Bătută      |                |                    |            |           | [ɾ]~[ɽ] ⟨r⟩ ([ɾ̥]) ⟨hr⟩ |               |         |           |            |         |
| Aproximantă        | Aproximantă | [w]            |                    |            | [l̪] ⟨l⟩   | ([ɹ]) ⟨r⟩              |               | [j] ⟨y⟩ | ([w])     | [ʁ̞] ⟨ř⟩    |         |

Consoanele c’, č’, k’, p’, q, qʰ, q’, t’ și xh sunt eliminate, x se pronunță [x]~[χ], ň se va scrie n înainte de k, g sau x, iar dh se scrie acum ḑ (sau opțional đ sau ḍ). Grupurile cu h sunt disilabice în mijlocul cuvântului, dar de obicei formează alofone atunci când se găsesc la începutul cuvintelor. De exemplu, în poziția cuvânt-mediu, kh ar fi pronunțat [kh] ca în cuvântul englezesc „backhanded”, dar kh este pronunțat [kʰ] în cuvântul din Noul Ithkuil „khala”. Formele hl, hr, hm și hn pot fi pronunțate fie ca [ɬ], [ɾ̥], [m̥], respectiv [n̥], fie ca consoane separate. Combinațiile dintre o consoană vocalizată plus următoarea -h- sunt întotdeauna disilabice. r se pronunță bătut [ɾ], dar devine vibrant [r] atunci când este geminată. După o altă consoană, un r ne-geminat poate fi pronunțat opțional ca un aproximant apico-alveolar-retroflex [ɹ]. Atunci când ř este geminat, acesta este fie [ʁ:], fie poate fi întărit la un vibrant uvular [ʀ].
Și vocalele:
|              | Anterioară              | Centrală    | Posterioară |
| ------------ | ----------------------- | ----------- | ----------- |
| Închisă      | [i]~[ɪ] ⟨i⟩             | [ʉ]~[y] ⟨ü⟩ | [u]~[ʊ] ⟨u⟩ |
| Cvasiînchisă | [e]~[ɛ] ⟨e⟩ [ø]~[œ] ⟨ö⟩ | [ə]~[ʌ] ⟨ë⟩ | [o]~[ɔ] ⟨o⟩ |
| deschisă     | [æ] ⟨ä⟩                 | [a]~[ɑ] ⟨a⟩ |             |

Vocalele ê, î, ô și û sunt eliminate din Ithkuil III pentru a permite o memorare mai ușoară. Este introdusă litera ä, pronunțată [æ]. a se pronunță [a]~[ɑ], e se pronunță [e]~[ɛ], i se pronunță [i]~[ɪ], o se pronunță [o]~[ɔ], u se pronunță [u]~[ʊ], ë se pronunță [ə]~[ʌ], ü se pronunță [ʉ]~[y], iar ö se pronunță [ø]~[œ]. Au fost descrise reguli pentru joncțiunea externă dintre cuvinte pentru ca vorbitorii să poată analiza clar limitele cuvintelor.
Accentul este marcat cu un accent acut pe literele fără diacritice și cu circumflexul pe literele cu diareză. Literele i și u sunt marcate cu un accent grav atunci când sunt neaccentuate și prima din mai multe vocale după o consoană pentru a reaminti cititorului că se pronunță [iː] și [u] și nu [j], respectiv [w].